# Kanton Cannes-Centre
Der Kanton Cannes-Centre war von 1985 bis 2015 ein französischer Wahlkreis im Arrondissement Grasse, im Département Alpes-Maritimes und in der Region Provence-Alpes-Côte d’Azur. Er umfasste das Zentrum der Stadt Cannes.